# نيا جونز
نيا جونز (بالإنجليزية: Nia Jones)‏ (6 أبريل 1992 في المملكة المتحدة - ) هي لاعبة كرة قدم ويلزية في مركز الدفاع، شاركت في دورة ألعاب الكومنولث 2018 ‏. وشاركت مع منتخب ويلز لكرة القدم للسيدات. أما مع النوادي، فقد لعبت مع Gwalia United F.C. ‏ وReading F.C. Women ‏.

## وصلات خارجية
- نيا جونز على موقع قاعدة بيانات كرة القدم.إي يو (الإنجليزية)
- نيا جونز على موقع عالم كرة القدم.نت (الإنجليزية)
- نيا جونز على موقع اتحاد ألعاب الكومنولث (مؤرشف) (الإنجليزية)